# Öjemossen
Öjemossen är ett naturreservat, sydväst om Bäckefors, på gränsen mellan Bengtsfors och Färgelanda kommuner i Dalsland. 
Öjemossen är ett av Dalslands allra finaste våtmarksområden. De vidsträckta mosseplanen är i huvudsak helt kala och kännetecknas av rikt varierande ytstrukturer. Längs mossens kanter växer på många ställen randskog och i den södra delen förekommer glest växande martallar. Området är skyddat sedan 2002 och omfattar 724 hektar.

## Varierande vegetation
Vegetationen på större delen av mosseplanen domineras av fattiga ristuve-samhällen med bland annat ljung, klockljung och tuvsäv. I de mellanliggande blöta höljepartierna växer rikligt med vitag, olika arter av sileshår samt bitvis även kallgräs. Från Kronön sträcker sig ett dråg mot sydväst, där det bland annat växer knoppvitmossa, purpurvitmossa och guldspärrmossa.
Särskilt anmärkningsvärda är de omfattande system av höljegölar, de så kallade Munkekällorna, som finns öster om Kronön. Höljegölarna har bildats av mossens tillväxt på höjden varigenom sprickor har uppstått i torven. Ofta sträcker dessa sprickor sig ända ner till underliggande fastmark.

## Rikt fågelliv
Fågellivet på mossen är mycket rikt med flera häckande arter bland andra storspov, grönbena, ljungpipare och smålom. Mossen är också orrspelplats.

## Gammal skog
Vissa delar av Öjemossen består av fastmark med olikåldriga bestånd med blandskog (gran, tall, björk och en hel del asp). Skogen är endast i liten utsträckning påverkad av skogsbruk i modern tid och har vissa naturskogskvaliteter med bland annat god tillgång på död ved och riklig förekomst av hänglavar.
Området ingår i EU:s ekologiska nätverk av skyddade områden, Natura 2000 och förvaltas av Västkuststiftelsen.